# Steintransport

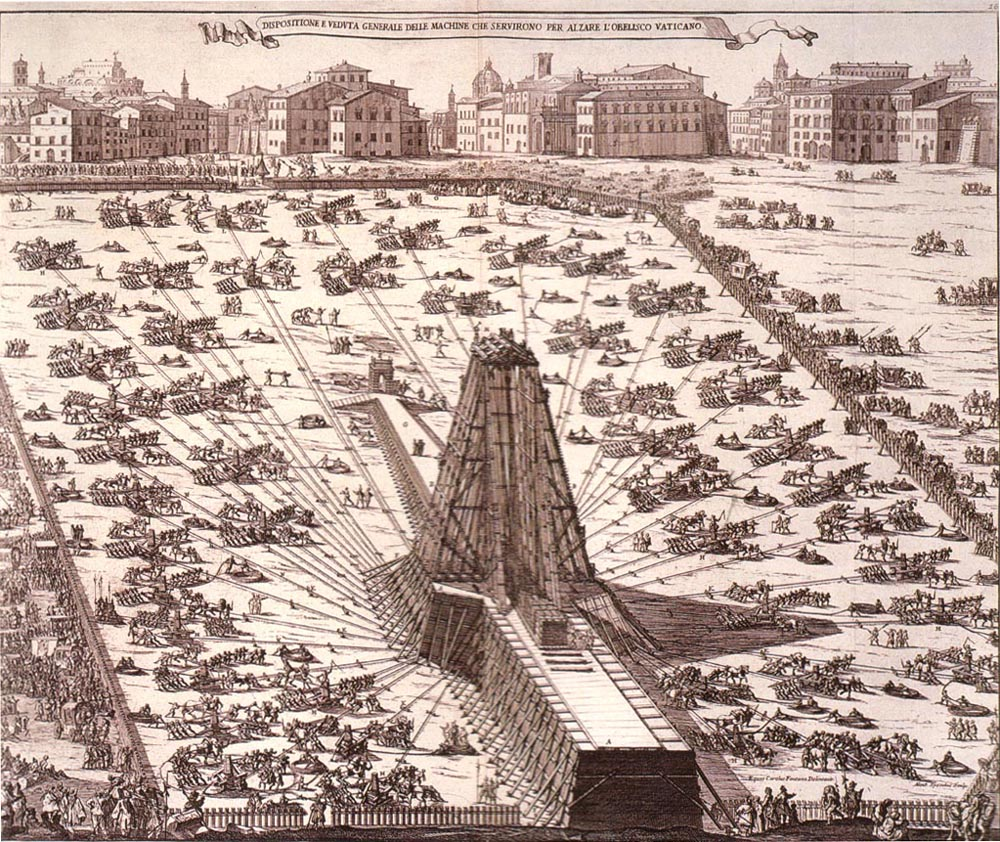
Obeliskaufstellung auf dem Petersplatz 1586 mit 40 Seilwinden und Flaschenzügen, sowie 907 Arbeitern und 75 Pferden

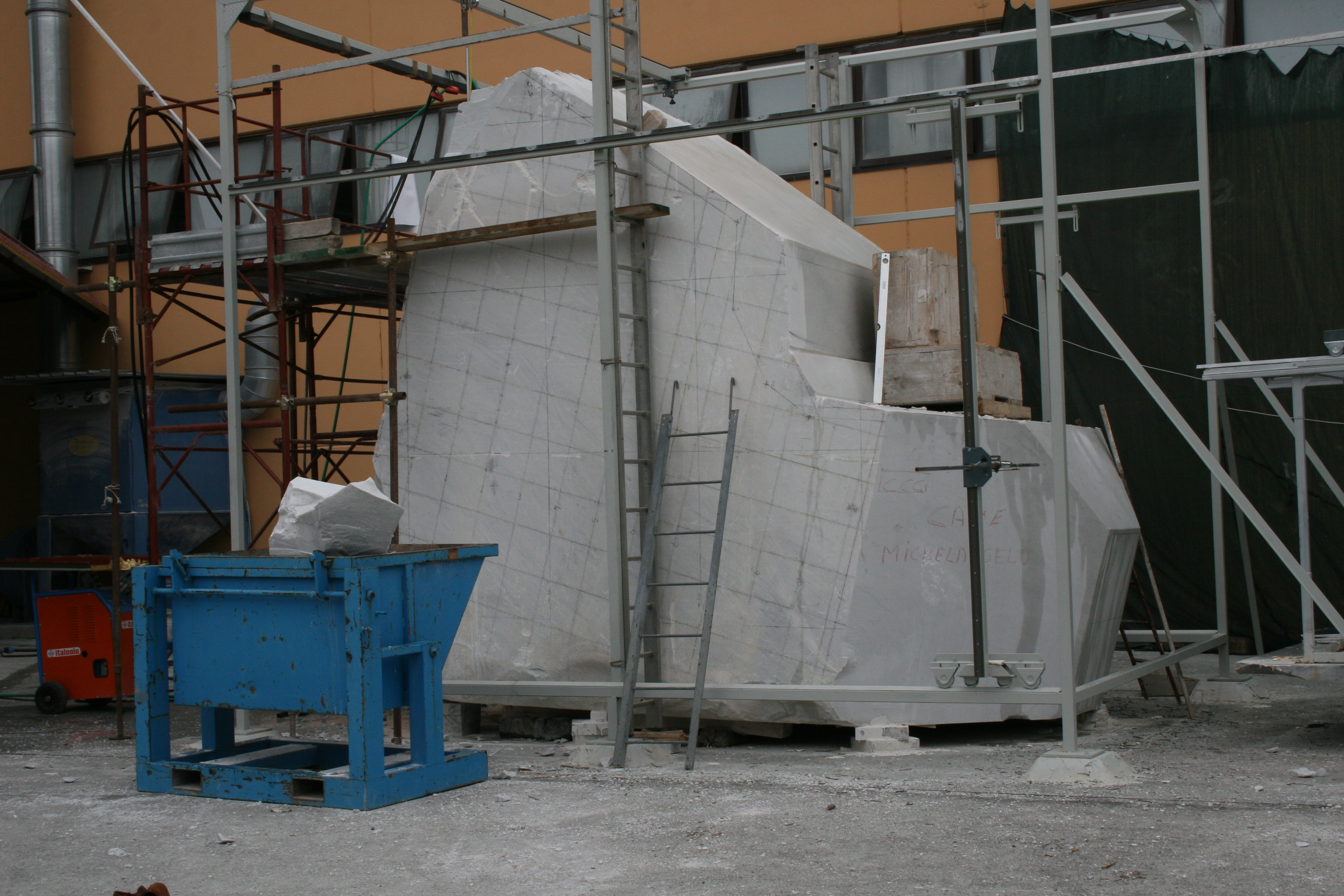
200-Tonnenbock aus Carrara-Marmor für eine Skulptur

Der Steintransport hat eine lange Tradition und ist auch heute noch eine gefährliche und schwere Arbeit. Mit der Entwicklung der Maschinen wurde die Transportaufgabe erheblich erleichtert. Die Entwicklung der Transportmittel und -methoden von Naturstein war und ist von den Bauaufgaben und von der Entwicklung der Produktionsmittel abhängig.

## Mensch und Maschine
Zunächst wurden unbehauene und von Menschen transportierbare Steine händisch, mit Walzen aus Holz und ggf. unter Zuhilfenahme von Hebeeisen transportiert. Nach der Erfindung des Rades konnten sie mit hölzernen Karretten oder auf ein- oder zweiachsigen Ochsenkarren transportiert werden.
Eine besondere Form des Steintransports war die in Italien praktizierte sogenannte Lizzatura, bei der die Rohblöcke über eine schiefe Ebene an einem Seil befestigt aus Steinbrüchen zu Tale befördert wurden. Diese Methode soll im Antiken Griechenland und Italien schon angewendet worden sein. Anschließend wurden die Blöcke auf Ochsenkarren verladen und weiter transportiert.
Vor der Erfindung von Maschinen, die mit Wasserdampf, Benzin oder elektrischen Strom angetrieben wurden, war das Bewegen von Naturstein ein menschlicher Kraftakt, häufig unter Zuhilfenahme von Seilwinden, Hebezeugen und anderen Hilfsmitteln. Große Bedeutung für den Transport aus den Steinbrüchen hatte die Erfindung der Eisenbahn, die den Transport über die lokale Region hinaus ermöglichte. Es gab auch nur lokale Eisenbahnen wie beispielsweise die Carrara-Marmorbahn und Laaser Marmorbahn, wobei die in Laas aus zwei Schienenwegen und einem Schrägaufzug besteht und dabei Rohblöcke bis zum heutigen Tag (2021) aus hochgelegenen Steinbrüchen bis ins Tal befördert, während die in Carrara im Jahr 1969 durch LKW abgelöst wurde. Eine weitere historische Besonderheit bildet eine Seilbahn, die Rohblöcke bis zu einem Gewicht von 20 Tonnen aus Carrara-Marmor ins Tal beförderte, die nicht mehr existiert. Der Transport der Rohblöcke aus Steinbrüchen zu den steinverareitenden Betrieben wird heutzutage im Wesentlichen durch LKW und bzw. mit weiterem Schiffstransport abgewickelt.

## Heutiger Steintransport
Beim heutigen Steintransport aus den Steinbrüchen wird hinsichtlich der Befestigung der Rohblöcke in Anschlagmittel und Lastaufnahmemittel im technischen Sinne unterschieden.

### Block-, Tranchen- und Plattentransport
Rohblöcke, die weiterverarbeitet werden, sind in aller Regel bis zu 3,60 Metern lang, bis zu 1,60 Meter tief und selten bis zu 2,00 Metern hoch. Die Größe der Rohblöcke hängt vom Gesteinsvorkommen, von der Mächtigkeit der Schicht oder Bank wie die Geologen sagen, selbst ab und von der späteren Verwendung bzw. von der Schnitttiefe und -länge der Steinsägen. Als Tranchen bezeichnen Steinmetzen Platten, die stärker als 80 Millimeter sind. Unter dieser Steinstärke wird von Unmaßplatten, die raue ungesägte Kanten haben, gesprochen.
Natursteine werden global gehandelt. Nachdem die Rohblöcke im jeweiligen Steinbruch gewonnen wurden, können sie mit modernen Transportgerätschaften verladen bzw. verschifft werden. In den nationalen Häfen werden die Rohblöcke mit den vorhandenen Krananlagen im Hafen entladen und mit Lastkraftwagen in die Verarbeitungsbetriebe transportiert.

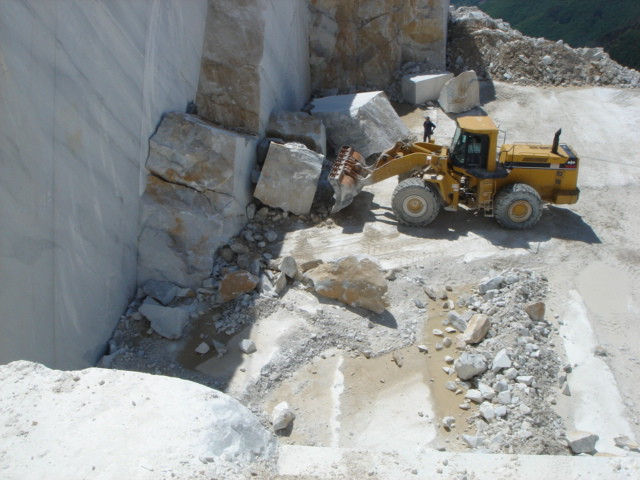
Steintransport im Steinbruch mit Radladern
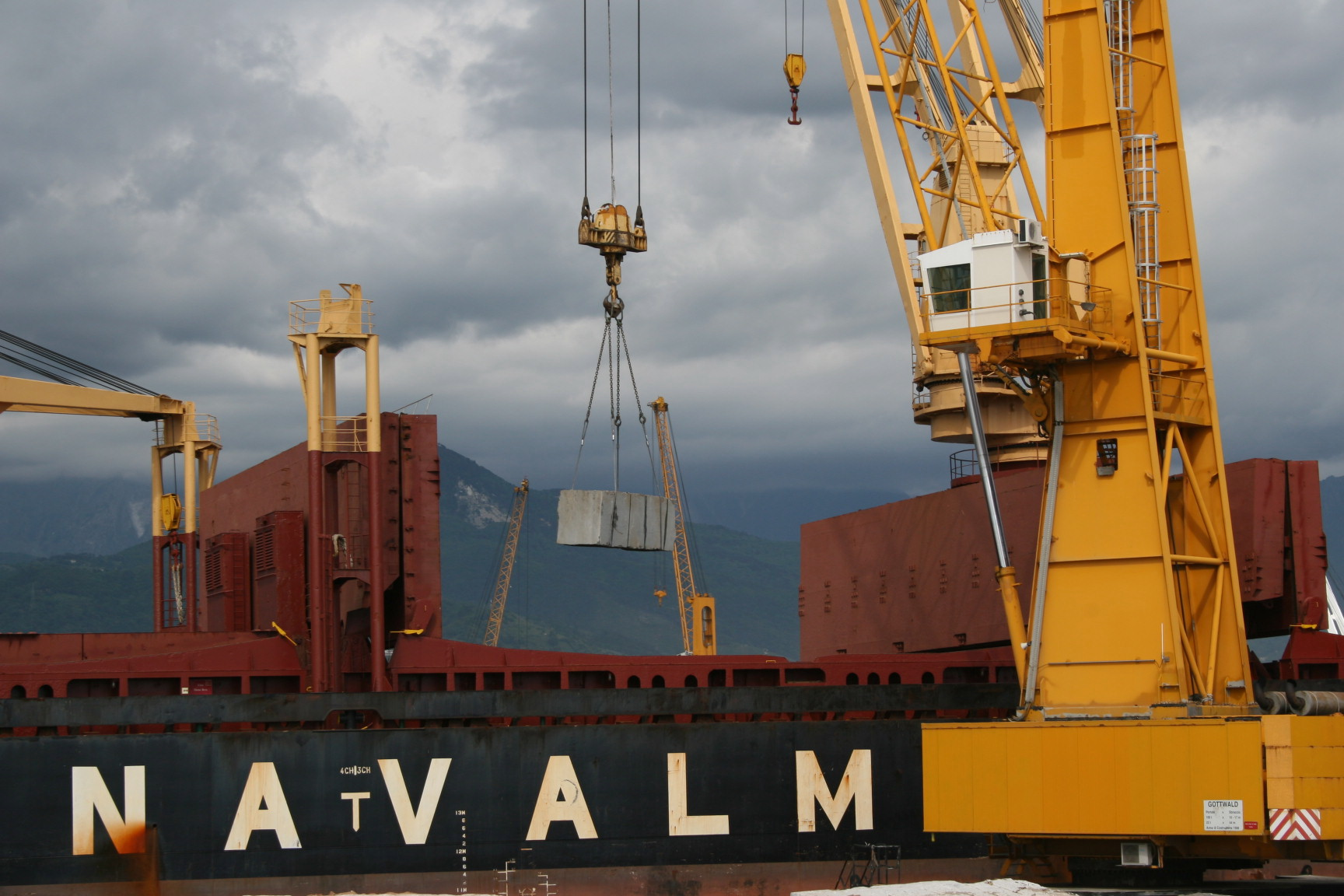
Schiffsentladung mit Kranen
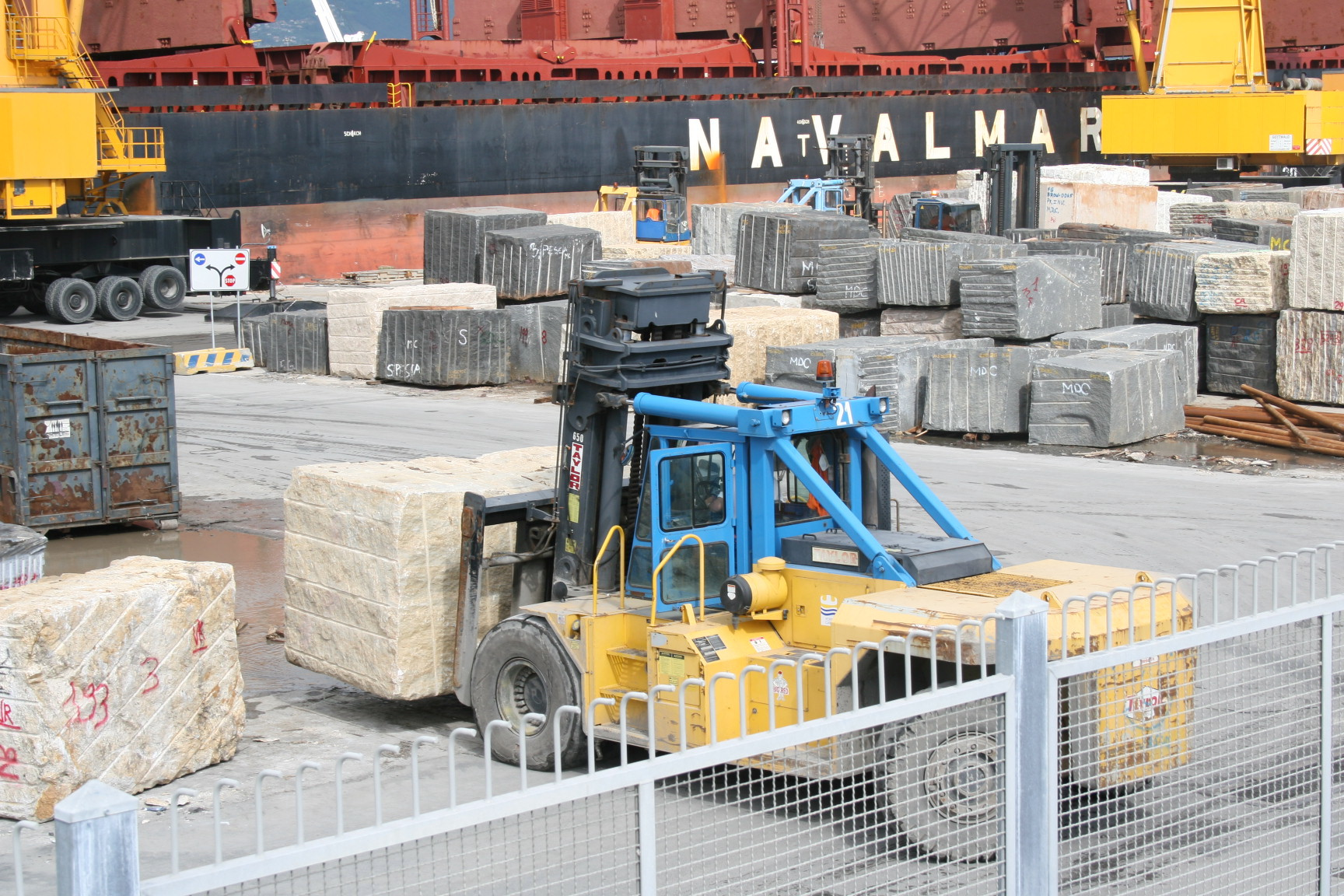
Weitertransport nach Kranentladung mit Gabelstaplern im Hafen
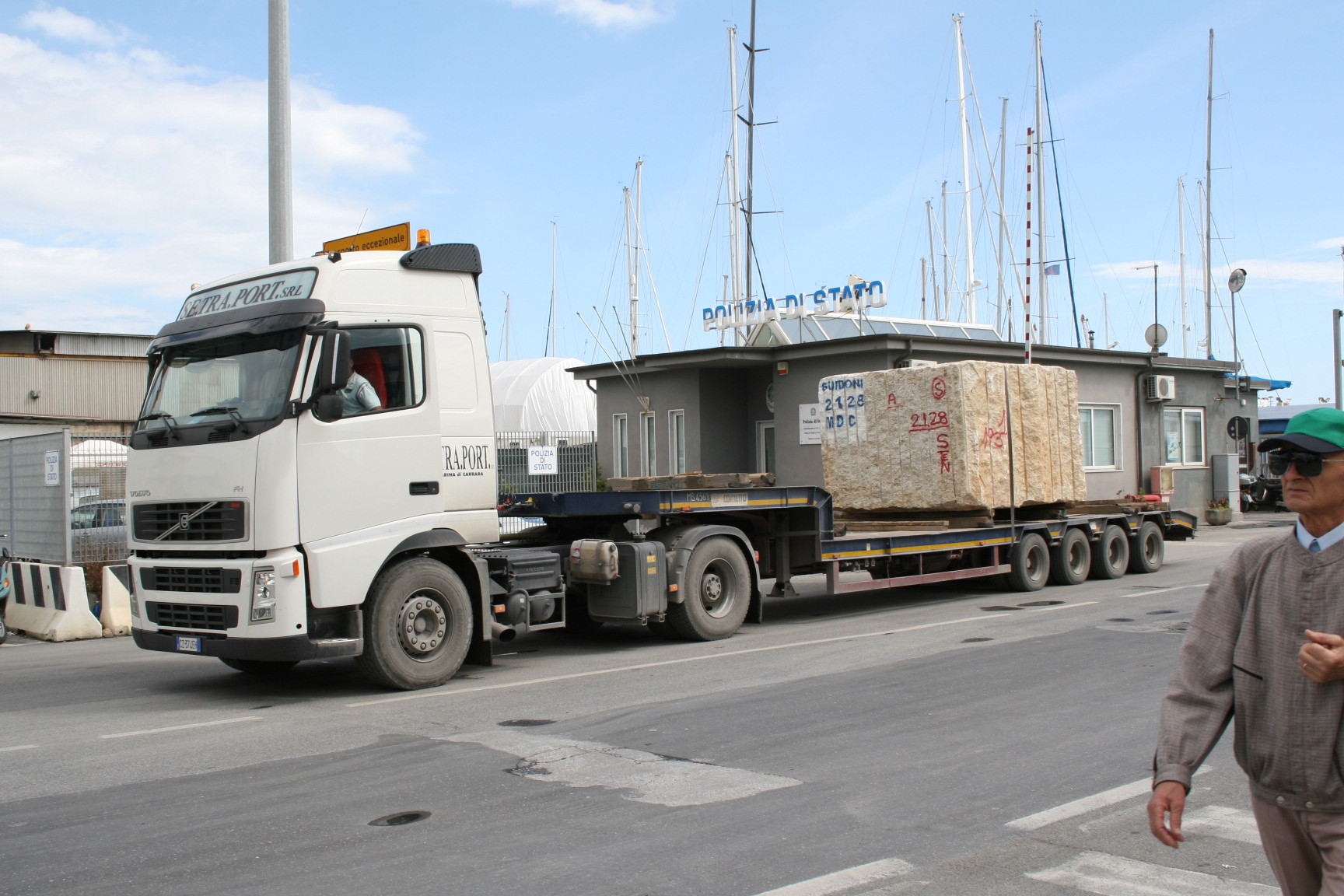
Transport mit LKW in die Verarbeitungsbetriebe

Sind die Steinblöcke in den Verarbeitungsfirmen angelangt, so werden diese entweder mit Gabelstaplern oder mit Bockkranen abgeladen. In den meisten Fällen werden in den Steinindustriebetrieben Bockkrane eingesetzt, weil diese den geringsten Raumbedarf haben. Die Blöcke aus Naturstein werden in Stahlseile eingehängt und gestapelt. Vor ihrer weiteren Verarbeitung werden die Rohblöcke, falls erforderlich ist, in sogenannte Blockwender eingelegt. Dies wird erforderlich, weil Natursteine eine Lagerung aufweisen, die je nach Schnittrichtung unterschiedliche Texturen (Anordnungen) der Minerale zeigt. Ferner werden Natursteine, die im Freien eingebaut werden, aus Haltbarkeits- und technischen Gründen mit dem natürlichen Lager, wie die Blöcke in ihrer Gesteinsschicht eingelagert sind, aufgesägt.

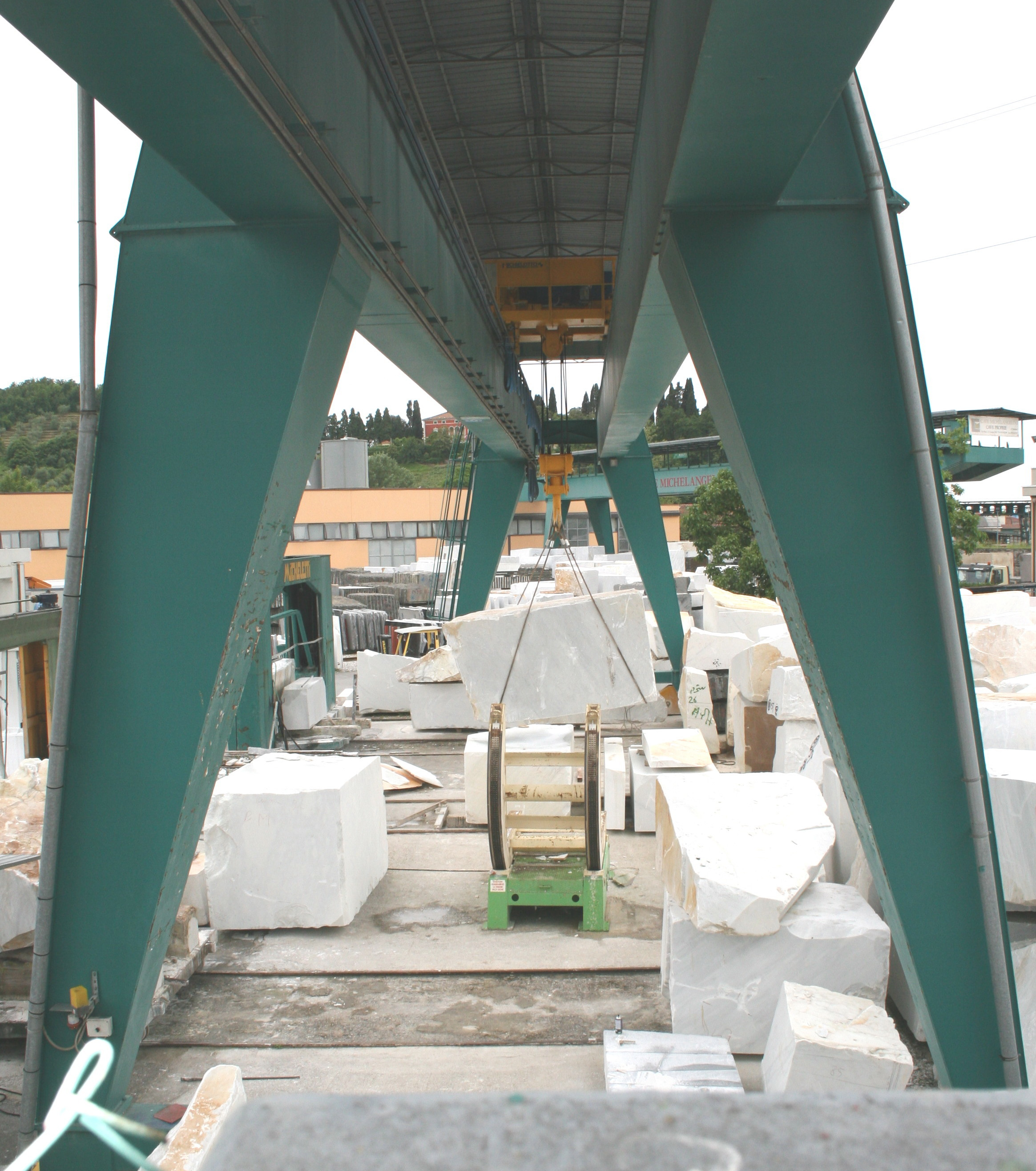
Bockkran beim Steintransport in Verarbeitungsbetrieben
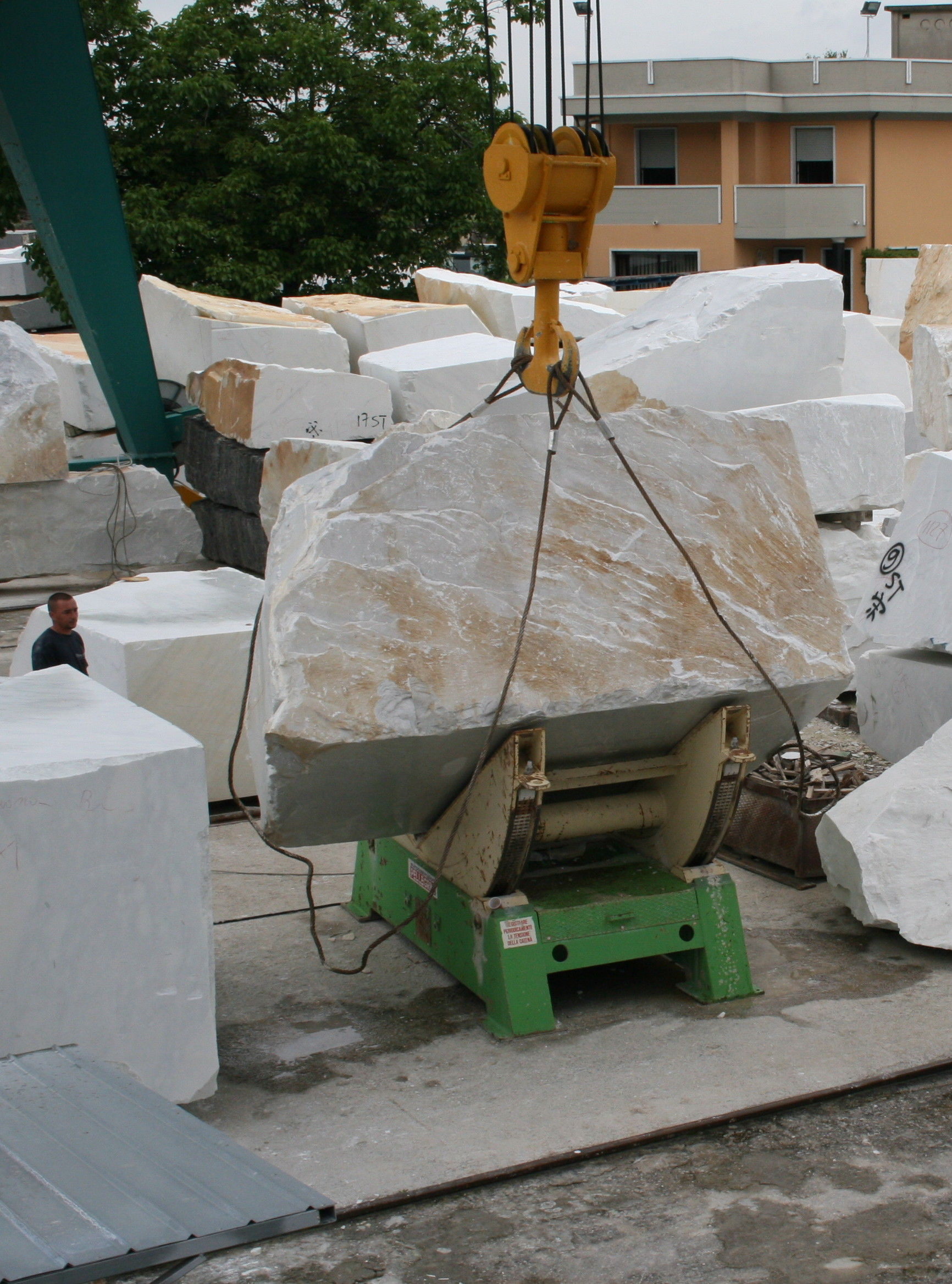
Blockwender dienen der weiteren Verarbeitung je nach Textur der Sägeflächen
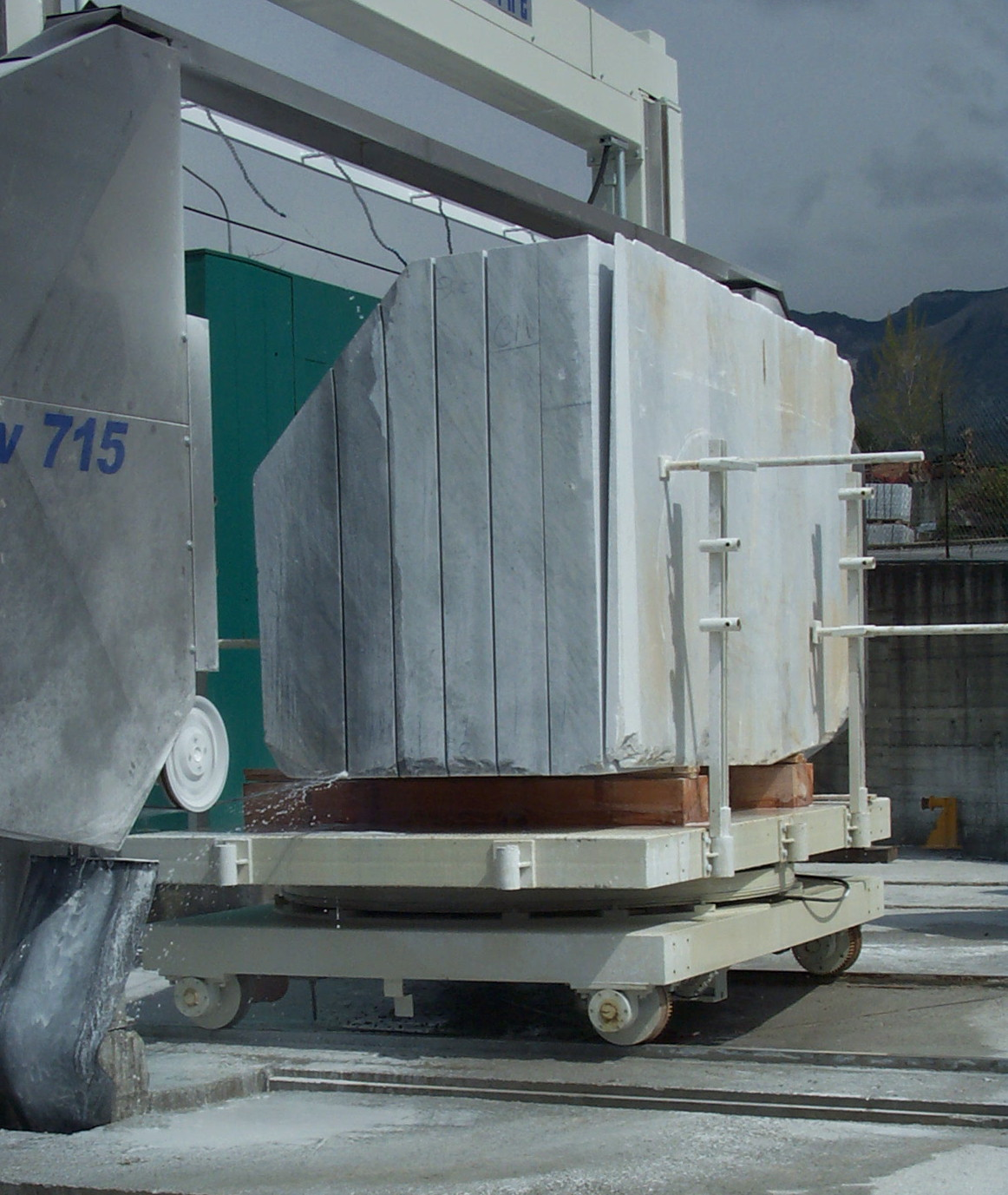
Blockaufteilung mit einer Seilsäge auf einem fahrbaren Sägetisch auf Schienen
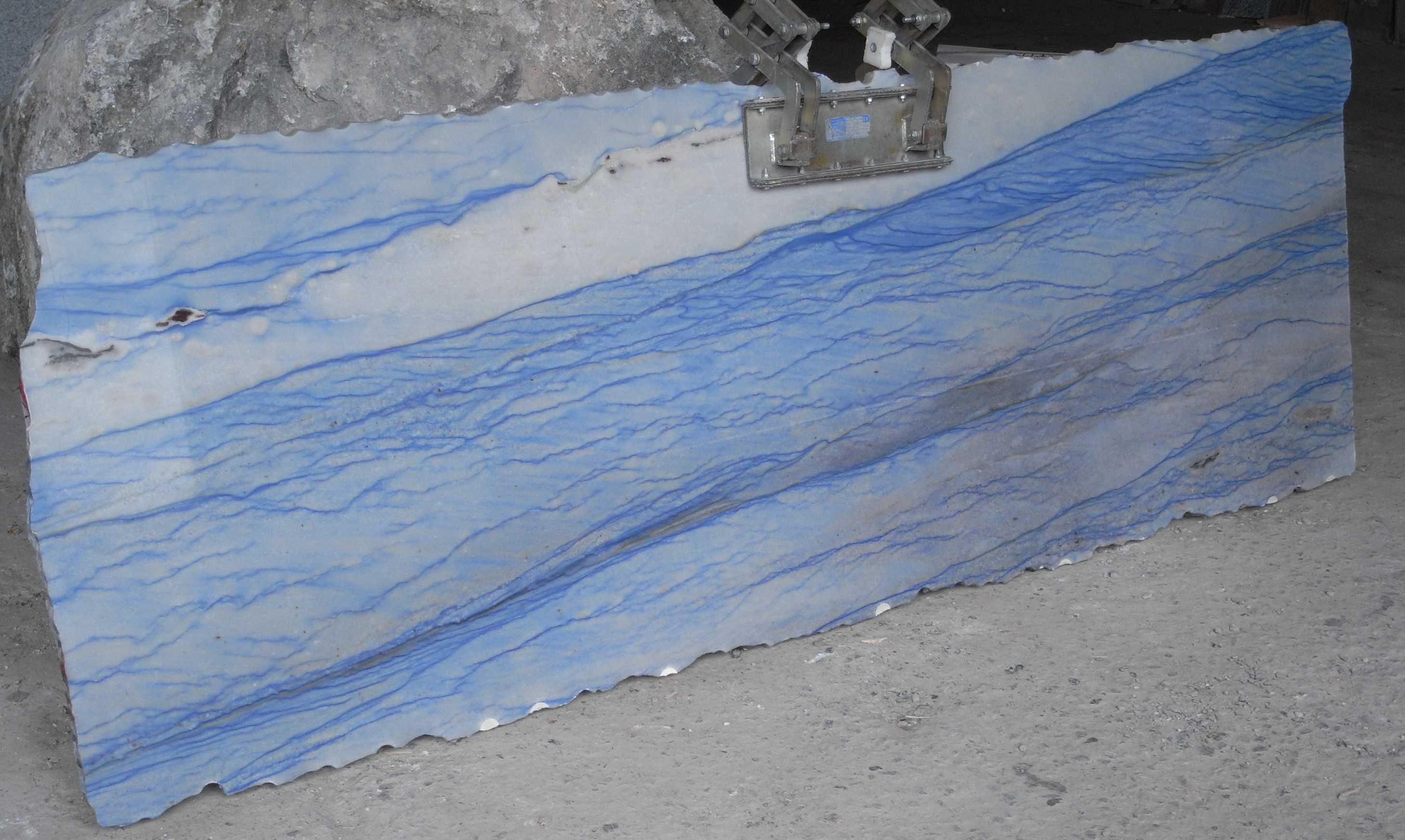
Rohplattentransport mit der Steinschere, die oben an der Platte greift

### Steinscheren

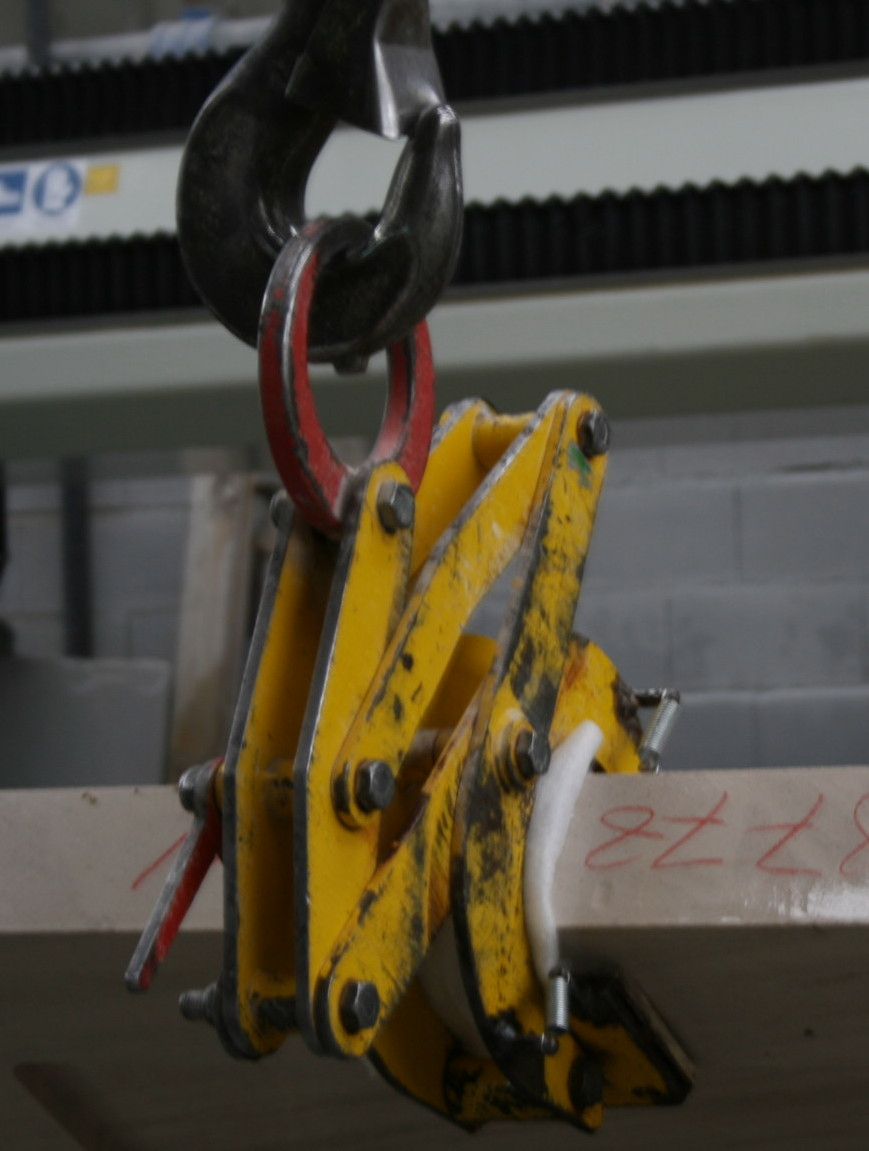
Abbildung einer modernen Steinschere

Steinscheren werden beim Steintransport vor allem für die sogenannten Unmaßplatten mit Kranen oder Gabelstaplern eingesetzt. Unmaßplatten sind unformatierte, auf einer Seite polierte Platten mit mehr als 3,00 Metern Länge, mehr als 1,50 Metern Höhe und eine Dicke je nachdem von 2 bis 8 Zentimetern. Damit die polierten Platten nicht von den Scheren zerkratzt werden und eine sichere Haftung in den Scheren haben, sind ihre Auflageflächen gummiert.

### Vakuumheber
Vakuumheber finden in vielen Steinmetzbetrieben Verwendung, weil sich damit sowohl glatte als auch raue Steinoberflächen mit speziell für die Steinbranche angefertigten Sauglippen anheben lassen, ohne dass Abplatzungen entstehen können. Der Saughebers erzeugt einen Unterdruck zwischen Saugheber und der Fläche des zu transportierenden Natursteins. Neben diesen einzelnen mobilen Saughebern gibt es besonders angefertigte Saughebergerätschaften, die an Gabelstaplern angebaut werden können, um Unmaßplatten, die flach transportiert bruchgefährdet sind, zu transportieren. Des Weiteren dienen stationäre Saugheber am Ende von Schleifstraßen einem automatisierten Abnahme der Steinplatten aus der Fertigungslinie.

## Arbeitssicherheit
Hinsichtlich der Arbeitssicherheit beim Steintransport sind die berufsgenossenschaftlichen Regeln zu beachten. Dazu zählen vor allem der Schutz und Lagerung der Transportmittel, Beachtung der Tragkraft und des zu transportierenden Gewichts sowie beim Einsatz von Saughebern die laufende Überprüfung der Dichtigkeit. Ferner sind die Transportmittel, Hebezeuge (Kran, Gabelstapler) und die Tragmittel (Transporthaken in C-Form und Sicherungsverschluss, Gabelstaplergabel usw.) entsprechend den geltenden Regeln in bestimmten Zeiträumen zu überprüfen.

## Historischer Steintransport

### Ochsenkarren

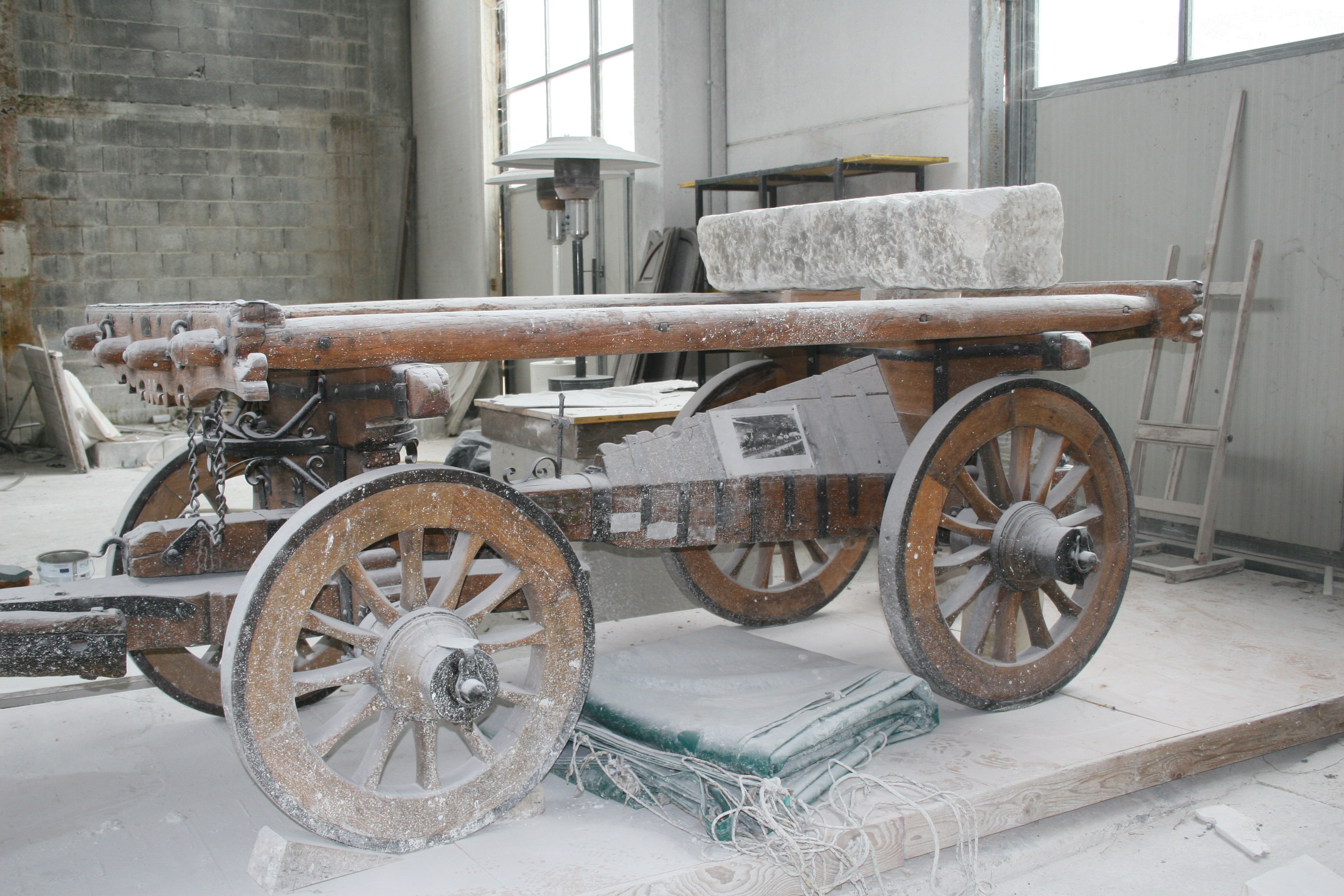
Ochsenkarren aus dem Jahre 1938 aus Carrara

Zumeist wurde der Steintransport mit Ochsenkarren durchgeführt. Es handelte sich um stabile hölzerne Fuhrwerke, die von Ochsengespannen gezogen wurden. Die Ochsenkarren waren zunächst ein- und später zweiachsig.

### Lizzatura

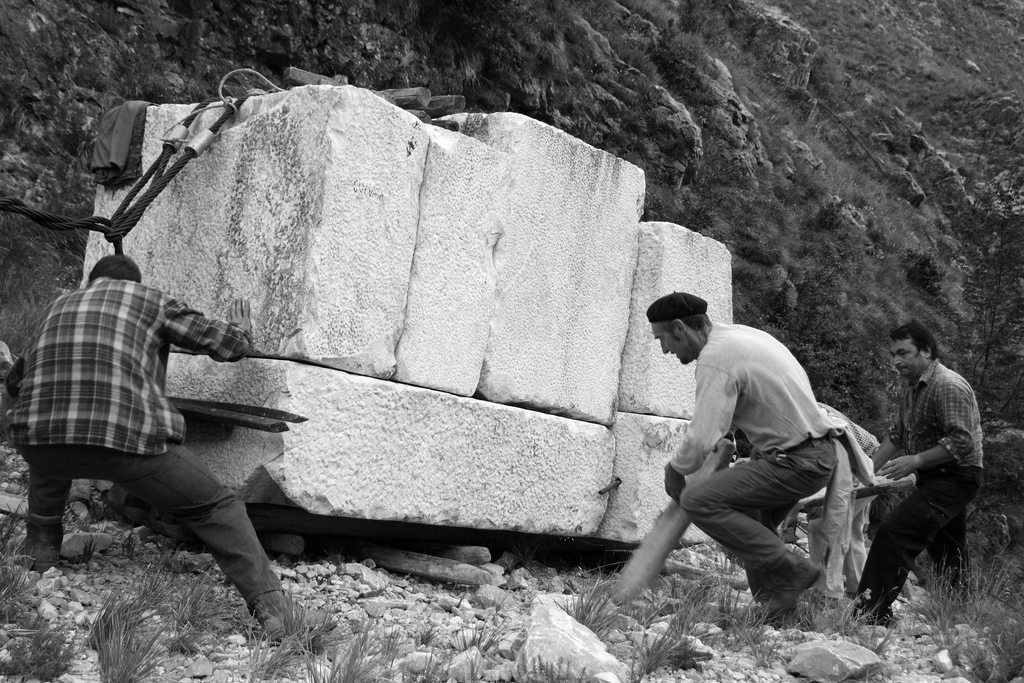
Steintransport mittels der Lizzatura

Die Lizzatura (it.: Lizza ist ein Schlitten) ist eine antike Methode des Rohblöcketransports aus den Steinbrüchen. Diese Transportmethode wurde, so wird angenommen, bereits im antiken Griechenland und von den Römern der Antike in Carrara zum Transport von Rohblöcken angewendet.

Der Schlitten in Carrara bestand aus zwei sechs bis 12 Meter langen Buchenstämmen, auf denen die Ladung (Carica) befestigt wurde. Auf dem Schlitten ließen sich einzelne Rohblöcke aus Carrara-Marmor bis zu einem Gewicht von 25 Tonnen aufladen. Die Ladung wurde früher mit Hanfseilen befestigt und ab 1920 in Carrara mit Stahlseilen. Die drei Transportseile wurden um in Stein eingelassene Holzpfosten gewickelt und durch Nachlassen des Seils bewegte sich der Schlitten langsam zu Tal. Der Schlitten glitt auf kleineren eingeseiften Hölzern, die Parati genannt wurden. Vorarbeiter, der sich vor dem Schlitten befand, dirigierte die Arbeitergruppe, die Lizzatori, die den gefährlichsten Arbeitsplatz hatten. Zum Transport waren bis zu vierzehn Arbeiter erforderlich. In Carrara wurde die Lizza professionell letztmals in den 1960er Jahren durchgeführt; einmal je Jahr führen Lizzatori bei dem kleinen Ort Miseglia noch eine Lizzatura zur Traditionspflege durch.

### Seile und Ketten
Seile und Ketten zählen zu den Anschlagmitteln. Seile wurden früher aus Hanf gefertigt, heute bestehen sie aus Kunststoff. Bei den Seilen gibt es Endlos-Seile, die in der Praxis als Gurte bezeichnet werden. Da die durch Steinsägen hergestellten Platten teilweise messerscharfe Kanten besitzen, werden auf die Kunststoffseile Kantenschützer aufgezogen, die ein Durchschleifen bzw. Durchschneiden verhindern.
Die Ketten haben Kettenglieder aus Stahl.

#### Seile und Nut

Seile und Nut

Natursteine, die behauen waren, konnten bei einem Transport beim Verbau über Kopfhöhe an Seilen befestigt werden. Hierbei mussten u-förmige Nuten an beiden Stirnseiten des Werksteins eingeschlagen werden, die tief und breit genug waren, um Seile aufzunehmen. Die Seile oder ein Endlosseil konnte mit einem Haken gefangen und so transportiert werden. Diese Transportform wurde schon in der Griechischen und Römischen Antike mit Erfolg eingesetzt, ist heute aber nicht mehr gebräuchlich.

#### Seile und Bosse

Seile und Bossen

Hierbei erfolgt der Transport mittels Befestigungen an drei Punkten. Auf einer Seite wurde eine Vertiefung in den Werkstein eingearbeitet und auf zwei anderen Seiten wurde jeweils eine Bosse stehengelassen. Die Bossen verhindern, dass der zu transportierende Stein unerwünschte Seitenbewegung ausführen kann. Die Bossen werden nach dem Versetzen abgeschlagen, damit weitere Steine dicht anschließen können.

#### Ketten
Beim Transport von rauen Steinen werden stählerne Ketten zum Transport verwendet, da Seile an den rauen Kanten durchgescheuert werden können.

### Steinschere

Skizze einer antiken Steinschere

Steinschere aus dem 19. Jahrhundert

Die Steinscheren zählen zu den Lastaufnahmemitteln.

#### Historische Steinscheren
Eine Steinschere, auch Steinzange, Teufelskralle genannt, diente im Mittelalter zum Steintransport mit Seilen an Kranen. Das Funktionsprinzip der historischen Steinschere ist aus der Skizze erkennbar. Die Schere greift in zwei vor dem Transport geschlagene Löcher und beim Anheben der Werksteine wird die Steinschere kraftschlüssig.

An vielen historischen Bauten sind heute die Transportlöcher an den Außenseiten der Mauern erkennbar. Da viele der heute steinsichtigen historischen Bauten ursprünglich verputzt waren, bildeten die Transportlöcher zur Zeit der Errichtung kein optisches Problem. Heute (2008) sind viele historische Steinbauten steinsichtig geworden und die Transportlöcher sichtbar.

#### Steinscheren im 19. Jahrhundert
Eine modernere Form der Steinschere befindet sich in der nebenstehenden Zeichnung. Sie fand etwa ab dem 19. Jahrhundert Verwendung. Hierfür wurden schwalbenschwanzförmige Löcher in den Naturstein geschlagen, anschließend wurde die Schere eingelegt und mit einem Stift (C) arretiert. Die Transportlöcher wurden in die Lagerfuge eingeschlagen und waren an den Außenseiten nicht sichtbar.

### Wolf

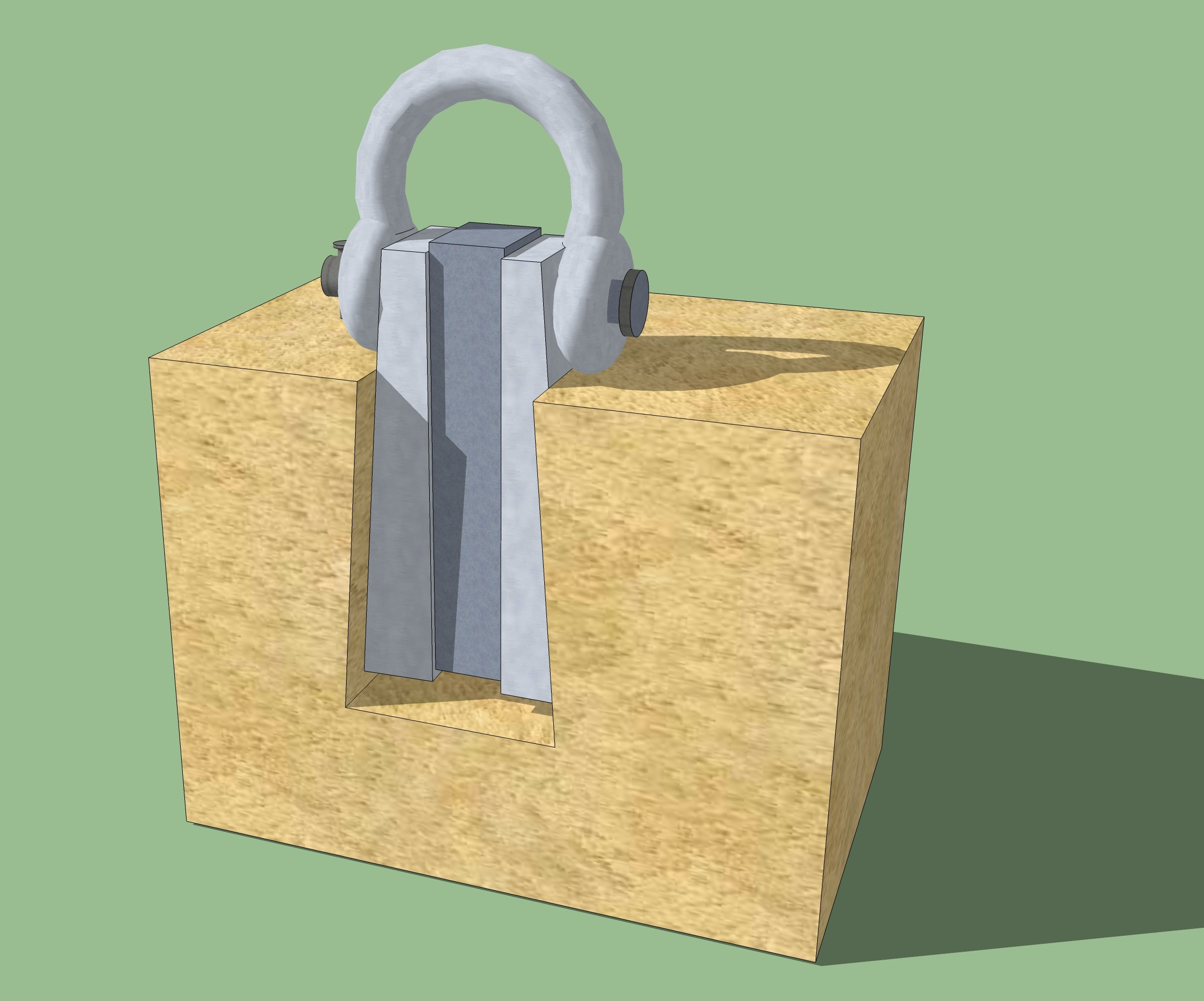
Skizze des „großen Wolfs“

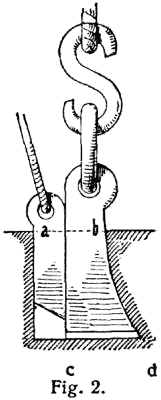
Skizze eines „kleinen Wolfs“

Ein Lastaufnahmemittel für Werksteine, das bereits in der Antike im Einsatz war, ist der sogenannte Wolf. In den zu transportierenden Stein wurde ein zweiseitig schwalbenschwanzförmiges Loch geschlagen, anschließend Beilagsplatten, genannt Passstücke, und die Metallplatte, der sogenannte Kloben mit Transportring, eingelegt. Das Wolfsloch musste exakt geschlagen werden und nach dem Einlegen des Wolfs mussten verbleibende Hohlräume mit feingesiebtem Sand verschlossen werden. Beim Anheben des Steins verspreizte sich der Wolf in den Stein. Unterschieden wird zwischen dem großen und dem kleinen Wolf und es war mit diesen Gerätschaften möglich, Lasten bis zu 2 Tonnen anzuheben.
Den kleinen Wolf gab es mit zwei Passstücken oder mit nur einem Kloben. Nur durch den schwalbenschwanzförmigen Kloben (der große Wolf hatte einen geraden Kloben) führte der Ring zum Transport. Kloben und Passstücke waren durch eine Verschlussspange unterhalb des Transportrings umschlossen. Die Tiefe des Wolfslochs lag bei etwa 7 cm.
Der große Wolf hat, wie hier abgebildet, zwei asymmetrisch ausgebildete Beilagsplatten und wird nach dem Einsatz mit dem Bolzen und Bügel fixiert. Die Tiefe des Wolfslochs beim Einsatz des großen Wolfs betrug etwa 12 bis 15 cm.
Heutzutage (2008) wird der Wolf nur noch selten verwendet, da ihn Schwerlastdübel verdrängt haben. Bei der Verwendung von Dübeln können Schlagbohrmaschinen eingesetzt werden, die den Zeitaufwand minimieren. Die Ausbruchslast am Dübelloch ist sowohl beim Einsatz von Wolf oder Dübel zu ermitteln.